# Walter Sisulu
Walter Max Ulyate Sisulu, né le 18 mai 1912 à Engcobo et mort le 5 mai 2003, est un homme politique sud-africain, militant de l'ANC et combattant anti-apartheid.

## Biographie
Walter Sisulu est né en 1912 à Engcobo dans le bantoustan du Transkei (Est de la province du Cap). Il est le fils d'un fonctionnaire blanc et d'une domestique noire, et est donc métis, mais durant sa jeunesse, il s'identifie aux Xhosa (1912 est aussi l'année de la fondation du Congrès national africain, dont le nom est initialement le Congrès national indigène sud-africain. La fondation de ce parti par quelques intellectuels noirs est une réaction à la promulgation de premières lois racistes). Walter Sisulu est scolarisé dans une mission puis commence à travailler en 1926 à l'âge de 14 ans, pour aider sa famille.
En 1928, il s'installe à Johannesbourg en tant que travailleur manuel puis domestique, fait plusieurs petits boulots et prend conscience de la situation sociale et politique des Noirs dans le pays. En 1931, il revient au Transkei et travaille comme domestique chez un employeur progressiste d'East London. Il tente à l'époque de rencontrer Walter Rubusana, un des fondateurs de l'ANC, et développe sa culture personnelle en lisant un maximum de livres. En 1933, il retourne vivre à Doornfontein près de Johannesbourg chez sa mère et travaille dans une boulangerie.
En 1934, la loi raciale l'oblige à emménager à Orlando. En 1936, il est impliqué dans une grève puis effectue divers petits boulots avant de devenir en 1938, un agent commercial de l'Union Bank of South Africa. Il fait à l'époque la connaissance de Rusty Bernstein, un membre du Parti communiste, qui lui permet d'avoir accès à la littérature communiste et de rencontrer Govan Mbeki, un étudiant politisé de Fort Hare.
En 1940, il rejoint l'ANC et en 1944, avec Nelson Mandela et Oliver Tambo, fonde la Ligue de jeunesse de l'ANC, dont il devient le trésorier.
De 1949 à 1954, il est le secrétaire général de l'ANC, qu'il sort d'une certaine passivité face à l'imposition des lois d'apartheid par le gouvernement afrikaner du Parti national. Ainsi en 1952, il mène la campagne de défiance au gouvernement et est une première fois arrêté.
En 1953, c'est au nom de l'ANC qu'il va chercher du soutien en Europe, en URSS et en Chine.
En dix ans, il est arrêté et mis en prison à sept reprises (dont cinq mois en 1960) pour ses activités politiques contre le gouvernement sud-africain et contre la discrimination raciale. Il est condamné à six ans de prisons en 1961 mais il fait appel, ce qui lui évite d'être incarcéré.
En 1963, il entre dans la clandestinité alors que l'ANC est interdite. Il est arrêté à Rivonia le 11 juillet 1963 et condamné à la prison à vie en 1964 au côté de Nelson Mandela. Il fait la majeure partie de sa peine sur Robben Island, au large de la ville du Cap.
En octobre 1989, au bout de 26 années de prison, il est relâché,, par décision du gouvernement de Frederik de Klerk, quelques mois avant la libération de Nelson Mandela.
Discrètement, il participe aux négociations avec l'ancien régime qui aboutissent à une transition politique pacifique. En juillet 1991, il est élu vice-président de l'ANC, de nouveau légalisé en Afrique du Sud. Il le reste jusqu'en 1994.
Marié à Albertina Sisulu,,, le 15 juillet 1944, le couple a cinq enfants légitimes et quatre enfants adoptés. Sa fille Lindiwe Sisulu est aussi une femme politique.

## Décès
Walter Sisulu meurt le 5 mai 2003. Ses funérailles se déroulent 12 jours après son décès, le 17 mai. Il figure en trente troisième position du 100 Greatest South Africans.